# Macmillan Education
Macmillan Education je jeden z předních světových vydavatelů publikací pro výuku angličtiny a dalších předmětů ve všech typech škol. Sídlí v anglickém Oxfordu a působí ve více než 40 zemích světa.
Macmillan Education je součástí Macmillan Publishers Ltd. Dalšími společnostmi této skupiny jsou Pan Macmillan a Palgrave Macmillan. Celou skupinu vlastní mezinárodní mediální koncern Verlagsgruppe Georg von Holtzbrinck GmbH.
Těžištěm práce v zahraničí, zvláště v neanglicky mluvících zemích, je vydávaní materiálů pro vzdělávání, zejména pro výuku angličtiny.